# Farol da Berlenga
O Farol da Berlenga, Farol da Ilha da Berlenga ou Farol Duque de Bragança, é um farol português que se localiza no ponto mais elevado da Berlenga Grande, no Arquipélago das Berlengas, no Município de Peniche, regiao Oeste e distrito de Leiria.
Trata-se de uma torre quadrangular de alvenaria, branca, com edifícios anexos, tem 29 metros de altura. Lanterna e varandim, vermelhos.
Neste farol esteve instalada entre 1897 e 1985 uma das duas lentes hiper-radiantes de Fresnel que equiparam os faróis portugueses, estando agora em exposição no Pólo Museológico da Direcção de Faróis em Paço de Arcos. A segunda, encontra-se ainda instalada e em funcionamento no Farol do Cabo de São Vicente, no Algarve. Neste momento funciona a paineis fotovoltaicos.

## História

### Cronologia
- 1758 - Alvará pombalino ordena a edificação do farol
- 1841 - Conclusão da construção
- 1842 - Entrada em funcionamento
- 1851 - Edificação de outros edifícios e residências anexas
- 1860 - Construção de mais edifícios anexos
- 1883 - Proposta de substitução do aparelho catrópico
- 1897 - Instalação de um aparelho hiper-radiante de Fresnel de 1 330 mm de distância focal.
- 1924 - Instalação de sereia de ar comprimido.
- 1926 - Electrificação por meio de geradores.
- 1936 - Substituição da sereia por um grupo de duas trompas electrodinâmicas
- 1941 - Instalação de um rádiofarol, posteriormente desactivado em 2001
- 1975 - Transferência das residências dos faroleiros para anexos do Farol do Cabo Carvoeiro.
- 1983 - Concedido o estatuto de Reserva Natural à Ilha.
- 1985 - Automatização do farol; substituição do aparelho hiper-radiante por um pedestal rotativo de ópticas seladas PRB21; instalação de um nautofone como ajuda sonora, em substituiçaõ da anterior
- 2000 - Montado moderno aparelho rotativo de alto rendimento com óptica de 400 mm; farol e restantes instalações passaram a funcionar com energia solar
- 2001 - Atribuído o prémio de Defesa Nacional e Ambiente, pelas boas práticas ambientais

## Informações
- Aberto ao público: Sim, todas as quartas-feiras das 14H00 às 17H00[4]